# Everything Is Wrong (album di remix)
Everything Is Wrong è il quarto album di Moby, pubblicato nel 1996.
Contiene vari remix di brani del precedente album omonimo.

## Tracce

### Hard Techno · Joyous Anthems · Quiet Ambience
1. First Cool Hive (Minimal Version) – 1:24
2. Feeling So Real (Unashamed Ecstatic Piano Mix) – 4:57
3. All That I Need Is to Be Loved (Hard Trance Version) – 5:14
4. Bring Back My Happiness (Extended Mix) – 2:49
5. Move (Disco Threat Mix) – 4:34
6. Everytime You Touch Me (Pure Joy Mix) – 4:00
7. Feeling So Real (Westbam Mix) – 5:49
8. Into the Blue (Uplifting 4 Beat Mix) – 4:49
9. Everytime You Touch Me (NYC Jungle Mix) – 3:45
10. Into the Blue (Spiritual Mix) – 8:45
11. Anthem (Cinematic Version) – 2:24
12. Everything Is Wrong (Quiet Mix) – 5:04

Durata totale: 53:34

### New York Hard House · Groovy Acid · Melodic Trance
1. Let's Go Free (Reversal Mix) – 0:33
2. Hymn (I Believe) – 5:59
3. Into the Blue (Voodoo Child Mix) – 3:57
4. Everytime You Touch Me (Freestyle Version) – 3:38
5. Bring Back My Happiness (Josh Wink Mix) – 1:55
6. Hymn (Lucky Orgasm Mix) – 5:10
7. Everytime You Touch Me (Na Feel Mix) – 4:23
8. Feeling So Real (Old Skool Mix) – 4:02
9. Hymn (Menacing Mix) – 4:12
10. Bring Back My Happiness (Para Los Discos) – 3:35
11. Into the Blue (Simple Mix) – 5:49
12. Move (Electro Mix) – 6:36
13. All That I Need Is to Be Loved (Melodic Mix) – 7:06
14. When It's Cold I'd Like to Die (Instrumental) – 9:05

Durata totale: 66:00